# Park Jung-hae
Park Jung-Hae (Busan, 21 april 1987) is een voormalig Zuid-Koreaans voetballer.

## Carrière
Park Jung-Hae speelde tussen 2008 en 2011 voor Sagan Tosu en Daejeon Citizen.